# Waldo de Reichenau
Pour les articles homonymes, voir Reichenau.
Waldo de Reichenau aussi appelé Walto (c. 740 - † 814 à Paris), issu de la noblesse franque, est abbé et évêque sous le règne de Charlemagne. En 770,  moine, puis abbé au monastère de Saint-Gall, il a été l’un des pionniers en matière d’archivage et d’écriture alémanique. Il poursuit sa carrière monastique à l’abbaye de Reichenau, où il devient abbé en 786 et fonde une bibliothèque . Il a par la suite la responsabilité de l’évêché de Pavie en 791 puis de celui de Bâle en 802 . Waldo est confesseur de Charlemagne, l’un de ses proches conseillers. Il achève sa carrière à la tête du monastère de Saint-Denis de 806 à 814.

## Biographie

### Famille
Waldo est probablement issu d'une famille de la noblesse de Moselle, proche des Carolingiens . Il est apparenté à Hetton, archevêque de Trêves, au moine Wetti de Reichenau et à Grimald de Wissembourg, abbé de Saint-Gall . Il est aussi l’oncle d’ Erlebald,  abbé de Reichenau de 822 à 838.  

#### Noblesse
Dans le contexte de la stratégie de sa famille liée au pouvoir, Waldo se met lui aussi au service du pouvoir régnant , dont la générosité permet à sa famille de gagner en influence.

#### Relation avec Charlemagne
Waldo fréquente le cercle des érudits de la cour de l’empereur . Il n’est pas seulement membre du clergé, mais également un haut fonctionnaire impérial de l’empire carolingien.  Preuve de l’estime que lui porte Charlemagne, il est l’un de ses ambassadeurs en 802 à Constantinople. Il cumule par la suite les postes importants grâce à l’appui royal, comme la direction de l’abbaye de Saint-Denis.

## Vie monastique

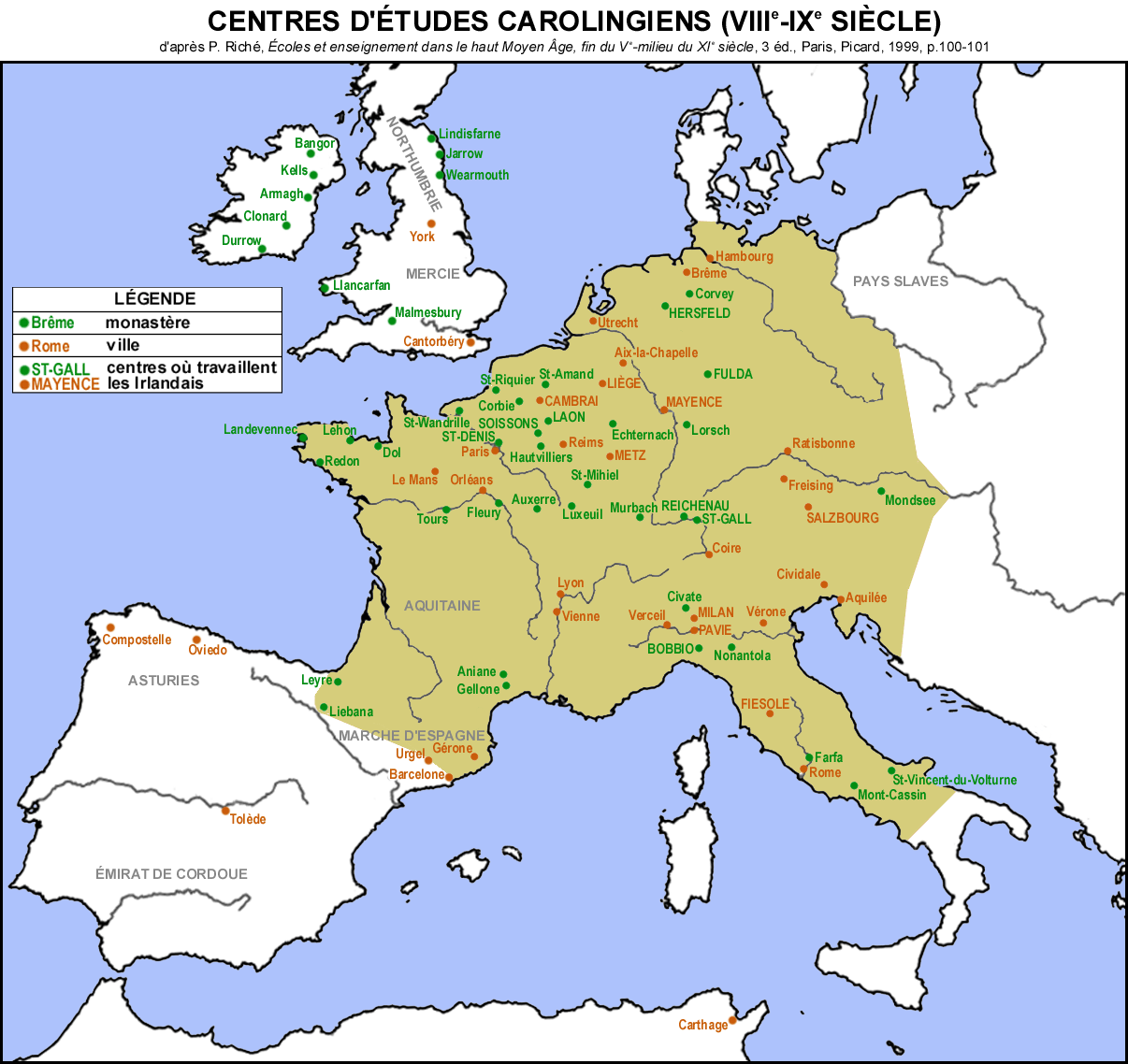
Ecoles empire carolingien

### Saint-Gall
Waldo commence sa carrière monastique en 770 à l’abbaye de Saint-Gall, où il est diacre , puis abbé de Saint-Gall en 781. Des conflits surviennent avec Egino, l’évêque de Constance, ce dernier voulant soumettre l’abbaye de Saint-Gall à sa juridiction. En dépit des efforts de Charlemagne pour mettre fin au conflit, celui-ci perdure jusqu’à ce que Waldo se retire comme simple moine à l’abbaye de Reichenau en 784.  Les deux abbayes ont des relations assez étroites.   

### Reichenau
En raison de sa mésentente avec l’évêque Egino de Constance, Waldo est autorisé par Charlemagne à devenir simple moine à Reichenau, monastère assez proche de Saint-Gall.  Ses qualités le font bientôt élire abbé, charge qu'il occupe de 786 à 806.  Il devient aussi précepteur et l'un des plus proches conseillers du roi Pépin d’Italie . À cette même époque, l’abbaye est riche, étant favorisée par les empereurs carolingiens et ceux de la maison de Saxe. Ces deux maisons rivalisent quant à leurs donations au monastère. L’évêque Hatericus est un des plus ardents bienfaiteurs du couvent et vient de Saxe. Reichenau comprend alors plus de 125 localités sous sa juridiction et 300 vassaux feudataires de l’abbaye comme notamment les archiducs d’Autriche, des comtes et des barons. L’abbé de Reichenau contrôle une grande partie des rives du lac de Constance. 
Waldo est dit « versé dans les lettres sacrées et profanes, d'un grand génie, très éloquent, très habile à conduire les affaires les plus difficiles, prudent, pieux, modeste et d'une vie irréprochable. » . Il contribue à la renommée du monastère et attire de nombreux religieux. Notamment, l’évêque de Vérone : le Bienheureux Egino, va résigner son propre évêché et se retire au monastère de Waldo.  Divers personnages feront des donations, comme un certain Honomannus, qui offre un missel à Waldo, et Ansger, qui fait don d'un calice et de plusieurs livres.

#### École et bibliothèque
Cet abbé va agrandir l’école et perfectionner l’enseignement dispensé à Reichenau. Waldo confie à son disciple Hatto la fonction importante de préfet des études.   En outre, il développe un atelier de reliure au monastère . Sous l’administration de Waldo, entre 786 et 806, le monastère accueille jusqu’à 600 moines et élèves. Il fonde aussi la bibliothèque du monastère, dont les plus précieux manuscrits sont apportés par Heddon. Reichenau devient un centre de culture. De nombreuses donations d'ouvrages enrichissent les collections, notamment un antiphonaire offert par la reine Bertrade, épouse de Pépin le Bref. 
La bibliothèque comprend des ouvrages théologiques, des classiques romains comme Virgile et Pline , des chroniques mérovingiennes et carolingiennes, et même des récits en langue vernaculaire, comme les chants populaires consacrés à Charlemagne .  Toujours sous l’administration de Waldo, Réginbert entreprend le catalogage des livres et autres manuscrits précieux de la bibliothèque. Sous ses successeurs, l’abbaye compte plus de 1000 ouvrages. 

#### Ambassade
Éginhard, dans sa biographie de Charlemagne, signale que Waldo prend part en 802 à une mission diplomatique à Constantinople.  Waldo en rapporte de nombreux présents, notamment de précieuses reliques. En témoignage de reconnaissance, Charlemagne lui confie la charge de l’évêché de Bâle jusqu’à sa nomination à Saint-Denis en 806. Lorsqu’il quitte Reichenau, Waldo nomme lui-même son successeur, le moine Hatto.  

#### Évêché Pavie et de Bâle
Toujours comme abbé de Reichenau, en 791, Waldo est recommandé par Charlemagne au Pape Adrien Ier pour prendre la direction de l’évêché de Pavie, mais, à la suite de son ambassade, il obtient en 802 l’évêché de Bâle .  

### Saint-Denis
Le monastère de Saint-Denis est l'une des plus célèbres abbayes du monde carolingien. En 806, Charlemagne nomme Waldo à cette charge, qui y restera jusqu’à sa mort en 814. Cependant, des liens étroits existent entre Reichenau et l’abbaye de Saint-Denis. En tant qu'abbé de Saint-Denis, Waldo est en conflit avec l’évêque de Côme relativement aux terres de la Valteline, dépendantes de l’abbaye de Saint-Denis .

## Héritage

### Vision de Wetti
Cette expérience mystique montre comment Waldo,  ainsi que ses liens avec la royauté, sont interprétés par ses contemporains. Le moine Wetti de Reichenau a une vision de l'au-delà qui est décrite par l'évêque de Bâle, Heito, en 824. Waldo y serait apparu, personnifié par un moine se purifiant de ses prêchés au sommet d’une montagne. Dans sa vision,  Wetti insiste sur l'importance de l'intercession pour le soulagement des peines du purgatoire.  

### Écriture alémanique
Ce type d’écriture fait son apparition vers la fin de la première moitié du VIIIe siècle à Saint-Gall. Il s’agit d’une évolution de la cursive romaine et elle se caractérise par une série de coupures entre les lettres N et T, et comporte un G ouvert. Au monastère de Saint-Gall, les copistes dont l’écriture a été la plus étudiée sont Winithar, Waldo et Wolfczo. A l’abbaye de Reichenau, il s’agit de Reginbert. Un lien fort est perceptible entre les graphies en usage dans ces deux lieux monastiques. La « minuscule de Waldo » illustre un certain type de graphie.